# Bob Hamilton
Robert Irwin Hamilton, detto Bob (20 aprile 1922 – Davis, 7 dicembre 1995), è stato un cestista e allenatore di pallacanestro statunitense.

## Carriera
Nel 1963 ha guidato il Canada ai Campionati mondiali del 1963 e ai Giochi panamericani di San Paolo 1963.
Nel 1994 è stato introdotto nella Cal Aggie Athletics Hall of Fame.